# Chomam
Chomam (perski: خمام) – miasto w Iranie, w ostanie Gilan. W 2016 roku liczyło 20 897 mieszkańców.